# Aunerejaure
Aunerejaure är en sjö i Vilhelmina kommun i Lappland och ingår i Ångermanälvens huvudavrinningsområde. Sjön har en area på 1,83 kvadratkilometer och ligger 766 meter över havet. Aunerejaure ligger i Marsfjället Natura 2000-område. Sjön avvattnas av vattendraget Onabäcken.

## Delavrinningsområde
Aunerejaure ingår i det delavrinningsområde (723294-146981) som SMHI kallar för Utloppet av Aunerejaure. Medelhöjden är 871 meter över havet och ytan är 10,94 kvadratkilometer. Det finns inga avrinningsområden uppströms utan avrinningsområdet är högsta punkten. Onabäcken som avvattnar avrinningsområdet har biflödesordning 2, vilket innebär att vattnet flödar genom totalt 2 vattendrag innan det når havet efter 393 kilometer. Avrinningsområdet består mestadels av skog (40 procent) och kalfjäll (38 procent). Avrinningsområdet har 1,83 kvadratkilometer vattenytor vilket ger det en sjöprocent på 16,7 procent.